# Traîne

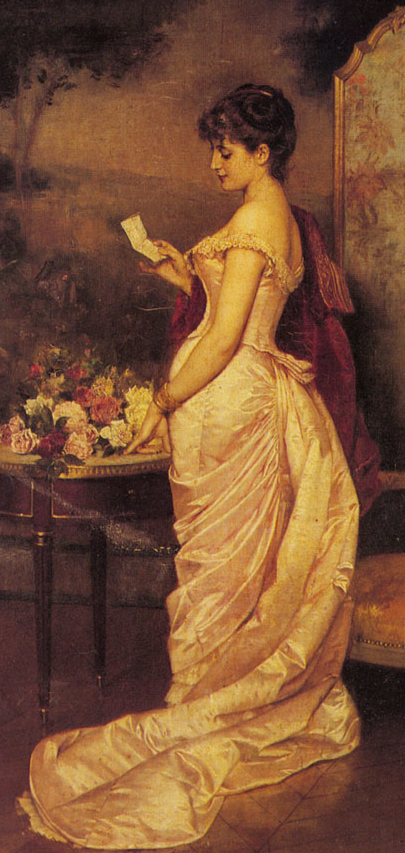
Une robe de soirée avec traîne.

Une traîne est la partie d'un vêtement constituant une queue qui est supposée pouvoir reposer sur le sol et glisser sur celui-ci lorsque le porteur avance. Les robes de mariée comportent souvent une traîne que l'on fait parfois porter à de jeunes enfants pour que précisément elle ne frotte pas constamment par terre.